# Dům Herschmann
Dům Herschmann, znám též pod jménem dům Gdaňsk, stojí v obchodně-správní části města Karlovy Vary v ulici Zeyerova 892/7. Byl postaven v roce 1935.

## Historie
Dům nechal v roce 1935 na místě staršího objektu z roku 1879 postavit doktor Friedrich Herschmann. Projekt vypracoval v listopadu 1934 architekt Luis Sichert jun. Stavební práce zrealizovala stavební firma Kubíček & Baier, betonové konstrukce firma Burde & Fuchs. K vyzdívkám byly použity betonové tvárnice firmy Duro-Beton z Chomutova.
Objekt byl budován za účelem obchodního využití. Po dokončení stavby v červenci 1935 se stal jedním z nejmodernějších obchodních domů v západních Čechách.
V současnosti (únor 2021) je stavba evidována jako objekt k bydlení ve vlastnictví společnosti AGAB s. r. o.

## Popis
Pětipatrový nárožní dům stojí v centru města na nároží ulic T. G. Masaryka a Zeyerovy. Je jedním z nejčistších příkladů funkcionalismu a konstruktivismu v Karlových Varech. Fasádu zvýrazňují předstupující vertikální pásová okna. Za zmínku stojí i třikrát odstupňované nároží.
Přízemí a prvé patro domu je pronajato společnosti UniCredit Bank Czech Republic.